# (523730) 2014 OH394
(523730) 2014 OH394 est un objet transneptunien faisant partie des cubewanos avec un diamètre estimé à environ 280 km.